# Saint-Ouen-des-Alleux
Saint-Ouen-des-Alleux é uma comuna francesa na região administrativa da Bretanha, no departamento Ille-et-Vilaine. Estende-se por uma área de 15,33 km². Em 2010 a comuna tinha 1 333 habitantes (densidade: 87 hab./km²).